# Hallie Clarke
Hallie Clarke (* 13. April 2004 in Belleville (Ontario)) ist eine kanadische Skeletonpilotin. Bei der Weltmeisterschaft 2024 in Winterberg wurde sie jüngste Weltmeisterin.

## Karriere
In der Saison 2019/20 nahm Hallie Clarke an der Youth Serie teil und erzielte in ihren ersten vier Rennen drei zweite Plätze und einen Sieg. Im selben Winter startete sie für Kanada bei den Olympischen Jugendspielen, wo sie den 12. Platz erreichte. Zwei Jahre später startete sie im North America Cup und im Intercontinental Cup.
Zur Saison 2022/2023 wechselte sie dann ins US-amerikanische Team und gab am 24. November 2022 im kanadischen Whistler ihr Weltcup-Debüt, bei dem sie den zweiten Platz belegte. Im weiteren Saisonverlauf konnte sie einen weiteren zweiten Rang einfahren und beendete ihre erste Weltcup-Saison auf dem 13. Gesamtrang.  In der Saison 2023/24 ging sie wieder für Kanada an den Start.  Mit einem siebten Platz als bestes Saisonergebnis konnte sie an ihre Erfolge aus dem Vorjahr zunächst nicht anknüpfen.  Bei den Bob- und Skeleton-Weltmeisterschaften 2024 gewann sie dann jedoch überraschend die Goldmedaille und kürte sich so zur jüngsten Weltmeisterin im Skeleton-Sport.